# نور هشام عبد الله
الدكتور نور هشام بن عبد الله (مواليد 21 أبريل 1963) هو جراح الغدد الصماء والمدير العام الحالي للصحة في وزارة الصحة الماليزية، المنصب الذي يشغله منذ 1 مارس 2013. 

## النشأة
ولد نور هشام عبد الله في 21 نيسان/أبريل 1963 في سيبانغ، سلاغور. وقد ربته والدته في كوالالمبور وحصل على تعليمه في المدرسة الثانوية الميثودية في كوالالمبور.  ثم حصل على درجة الدكتوراه الطبية والماجستير في الجراحة من جامعة كيبانغسان ماليزيا. 

## المهنة
بدأ الدكتور نور هشام عبد الله حياته المهنية كطبيب متدرب في مستشفى جامعة كوالالمبور في عام 1988، وبعد ذلك تخصص في قسم الحوادث والطوارئ في عام 1989.
بعد أن حصل على درجة الماجستير في الجراحة، أصبح جراحًا عامًا في مستشفى تيرنغجانو في عام 1994. بعد 3 سنوات كجراح عام، تلقى الدكتور نور هشام تدريباً على زمالة علم الغدد الصماء في معاهد مختلفة في أستراليا.
بعد الانتهاء من تدريب الزمالة، تم تعيين الدكتور نور هشام رئيساً لوحدة جراحة الثدي والغدد الصماء في مستشفى كوالالمبور في عام 1998.
```
بعد 4 سنوات عام 2002، تولى دور رئيس وكبير الاستشاريين جراحة الثدي والغدد الصماء في مستشفى بوتراجايا، وهو المنصب الذي كان يشغل حتى اليوم.
```

وفي عام 2008، عُيِّن نائباً للمدير العام للصحة في وزارة الصحة، ثم مديراً عاماً للصحة في عام 2013. 

## كمدير عام للصحة

### خلال جائحة COVID-19 في ماليزيا
نور هشام هو المدير العام المسؤول خلال جائحة فيروس كورونا في ماليزيا 2020، مع وزراء الصحة، ذو الكفل بن أحمد، ثم أدهم بن بابا. وفي نيسان/أبريل 2020، انضم إلى تحالف دولي مكرس للبحوث السريرية التي تشمل فيروس كوفيد 19 المستجد COVID-19.  نور هشام استمر في جذب الانتباه عندما تم الاعتراف به في 15 أبريل 2020 من قبل شبكة تلفزيون الصين الدولية (CGTN) ويضم 3 أطباء كبار في جائحة COVID-19 أثناء وجوده في منصبه، إلى جانب أنتوني فوسي وآشلي بلومفيلد.

## الجوائز
- ماليزيا
  -  Commander of the وسام الخدمة الجديرة بالتقدير  [لغات أخرى]‏ (P.J.N) - Datuk - 2007[7]
  -  Officer of the وسام المدافع عن المملكة (K.M.N.) - 2004
- Penang
  -  Companion of the Order of the Defender of State (D.M.P.N.) - Dato' - 2013[8]
- Pahang
  -  Grand Knight of The Most Illustrious Order of Sultan Ahmad Shah of Pahang (S.S.A.P.) - Dato' Sri - 2013[9]
- Perlis
  -  Kinght Grand Companion of The Most Illustrious Order of the Crown of Perlis (S.P.M.P.) - Dato' Seri - 2013[10]
  -  Kinght Companion of The Most Illustrious Order of the Crown of Perlis (D.P.M.P.) - Dato' - 2010[11]